# Michal Meduna
Michal Meduna (Pardubice, 31 agosto 1981) è un calciatore ceco, attaccante dell'Eibenstein.

## Carriera
Nella stagione 2004-2005 ha disputato 5 incontri della fase a gironi della Champions League con lo Sparta Praga.